# إجناتس جولد تسيهر
إجناتس جولدتسيهر أو اجناس غولد صهر أو ایقناز قلدزیهر أو اجنتس جولد تسهر (بالمجرية: Ignác Goldziher)‏‏(1266 - 1340 ه‍ / 1850 - 1921 م) هو مستشرق يهودي مجري عُرف بنقده للإسلام وبجدية كتاباته، ومن محرري دائرة المعارف الإسلامية، ولقد اشتهر بغزارة إنتاجه عن الإسلام حتى عد من أهم المستشرقين لكثرة إسهامه وتحقيقاته عن الإسلام ورجاله، متأثراً في كل ذلك ربما بيهوديته. وهو أبرز من قام بمحاولة واسعة وشاملة لنسف السيرة النبوية.
يعتبر على نطاق واسع بين مؤسسي الدراسات الإسلامية الحديثة في أوروبا. تلقى تعليمه في جامعة بودابست وجامعة برلين وجامعة لايدن بدعم وزير الثقافة المجري. أصبح جامعيا في بودابست في عام 1872. في العام التالي تحت رعاية الحكومة المجرية، بدأ رحلة عبر سوريا وفلسطين ومصر، واستغل الفرصة لحضور محاضرات المشايخ المسلمين في جامع الأزهر في القاهرة. وكان أول يهودي في العالم ليصبح أستاذا في جامعة بودابست (1894)، وممثل الحكومة المجرية وأكاديمية العلوم في مؤتمرات دولية عديدة. وتسلم وسام الذهبية الكبيرة في مؤتمر المستشرقين في ستوكهولم عام 1889. أصبح عضوا في العديد من الجمعيات من هنغاريا وغيرها، عين أمينا للجاليه اليهودية في بودابست.
أول مستشرق قام بمحاولة واسعة شاملة للتشكيك في الحديث النبوي كان المستشرق اليهودي «جولدتسيهر» الذي يعده المستشرقون أعمق العارفين بالحديث النبوي. اْلف الكتب وكتب المقالات بهدف الطعن في السنة وليس البحث العلمي، ومكث سلطانه وسلطان مدرسته متسلطا على كثير من المستشرقين والذين ينتمون إلى هذا الدين بالاسم فقط واعتبروا كتبه المرجع الاْساسى في دراساتهم للاْحاديث والسنن ولم يخرج عن متابعته في كل ما قاله الا فئة قليلة جدا من المستشرقين المتاخرين عنه فقد تحرروا من متابعته وناقشوه في بعض ما قال وراْوا في اْحكامه على السنة جورا وظلما.

## كتبه
من أهم كتبه: (العقيدة والشريعة في الإسلام) نقله إلى العربية الدكتور عبد الحليم النجار، والدكتور محمد يوسف موسى، والأستاذ عبد العزيز عبد الحق، كما توجد له كتب أخرى، كالحديث في الإسلام، صدر عام 1909م، وكتاب مذاهب التفسير الإسلامي، وأخوان الصفا 1910م، والمعتزلة والمترادفات العربية عام 1918م، والمجلية الآسيوية البريطانية 1912م، ودراسات عن النبي، صلى الله عليه وسلم، وقد علق الشيخ محمد الغزالي على كتابه العقيدة والشريعة في الإسلام بقوله: والحق أن الكتاب من شر ما ألف عن الإسلام، وأسوء ما وجه إليه من طعنات.

## وصلات خارجية
- إجناتس جولد تسيهر على موقع الموسوعة البريطانية (الإنجليزية)